# Festivalbar 1991 (compilation)
Festivalbar 1991 è il titolo di due compilation di brani musicali del 1991, pubblicate nell'estate di quell'anno in concomitanza con l'edizione omonima del Festivalbar.
I due album, messi in commercio separatamente dalla EMI Italiana, si intitolavano precisamente Festivalbar Azzurro '91, contenente canzoni in italiano, e Festivalbar International '91, comprendente pezzi internazionali. Da ora in poi le edizioni in LP e CD saranno identiche, sia per lista dei brani musicali che di casa editrice.

## Festivalbar Azzurro '91
1. Gino Paoli - Quattro amici
2. Ladri di Biciclette - Bella città
3. Enzo Jannacci - Il gruista
4. Pino Daniele - Je so pazzo
5. Stadio - Generazione di fenomeni
6. Tullio De Piscopo - Buco nella mente
7. Rossana Casale - Per me
8. Mariella Nava e Renato Zero - Crescendo
9. Roberto Vecchioni - Per amore mio (gli ultimi giorni di Sancho P.)
10. Riccardo Cocciante - Sì Maria
11. Fiordaliso e Roby Facchinetti - Saprai
12. Biagio Antonacci - Se tu fossi come
13. Mussida - Radici di terra
14. Mike Francis - Almeno con te

## Festivalbar International '91
1. Queen - I'm Going Slightly Mad
2. Bliss - Watching Over Me
3. Roxette - Joyride
4. Huey Lewis And The News - Couple Days Off
5. Joe Jackson - Stranger Than Fiction
6. Banderas - This Is Your Life
7. Paul McCartney - All My Trials
8. Sinead O'Connor - My Special Child
9. Enigma - Mea culpa, part II
10. Crystal Waters - Gypsy Woman (She's Homeless)
11. Vanilla Ice - Play That Funky Music
12. MC Hammer - Pray
13. Alison Moyet - It Won't Be Long
14. Celeste Johnson - The Swing of Love
15. Bananarama - Long Train Running

## Classifiche

### Festivalbar Azzurro '91
| Classifica (1991)                     | Posizione |
| ------------------------------------- | --------- |
| Classifica degli album italiana       | 18        |
| Classifica di fine anno italiana 1991 | 77        |

### Festivalbar International '91
| Classifica (1991)                     | Posizione |
| ------------------------------------- | --------- |
| Classifica degli album italiana       | 8         |
| Classifica di fine anno italiana 1991 | 62        |